# Shaun Deeb
Shaun Deeb (1 maart 1986) is een Amerikaans professioneel pokerspeler. Hij heeft zes World Series of Poker-titels op zijn naam staan. Ook won hij vier titels bij de World Championship of Online Poker.
In zijn carrière heeft Deeb meer dan $9.073.000,- bij elkaar gewonnen in toernooien.

## WSOP-titels
| Jaar                       | Event                                                          | Prijs      |
| -------------------------- | -------------------------------------------------------------- | ---------- |
| World Series of Poker 2015 | $10.000 Pot Limit Hold'em                                      | $318.857   |
| World Series of Poker 2016 | $1.500 Seven Card Stud                                         | $111.101   |
| World Series of Poker 2018 | $25.000 Pot Limit Omaha 8-Handed High Roller                   | $1.402.683 |
| World Series of Poker 2018 | $10.000 Big Blind Antes No Limit Hold'em 6-Handed Championship | $814.179   |
| World Series of Poker 2021 | $25.000 High Roller Pot Limit Omaha                            | $1.251.860 |
| World Series of Poker 2023 | $1.500 Eight-game mix - 6 Handed                               | $198.854   |